# Hakon Hirzenberger
Hakon Hirzenberger (* 8. April 1966 in Wien) ist ein österreichischer Regisseur, Autor, Schauspieler, Musiker und Produzent.

## Leben
Nach einem abgebrochenen Jusstudium entschied er sich für die Schauspielerei und studierte am Konservatorium der Stadt Wien. Es folgten Engagements unter anderem am Volkstheater (Wien), am Schauspielhaus Zürich und am Theater in der Josefstadt Wien. Er spielt in diversen Serien und Kinofilmen. Hirzenberger arbeitet aber auch als Regisseur und Autor unter anderem am Staatstheater Saarbrücken, am Thalia Theater Hamburg und an der Volksbühne Berlin, am Theater Phönix Linz und am Waldviertler Hoftheater.
Er ist Texter und Frontman der Band Hakon und die Jungfrauen.
Im Jahr 2011 gründete er das Theaterfestival Steudltenn im Zillertal/Tirol, dessen künstlerischer Leiter er bis heute ist. Hirzenberger ist auch für die künstlerische Leitung des „Kultur wächst nach“-Festivals verantwortlich. Dieses triennal stattfindende Festival für junges Publikum fand 2018 zum ersten Mal statt.
Er lebt in Uderns/Zillertal und Wien.

## Drehbücher und Theaterstücke
Hirzenberger hat folgende Drehbücher und Theaterstücke geschrieben:
- Nelson und die Zeitmaschine von Hakon Hirzenberger, Uraufführung tba
- Würsteloper von Hakon Hirzenberger, Uraufführung Steudltenn/Wald4tler Hoftheater/Theater Akzent Wien, Juni 2024[9]
- Elvis – ein Traum von Graceland von Hakon Hirzenberger und Rupert Henning, Österreichische Erstaufführung Steudltenn/Wald4tler Hoftheater/Theater Akzent Wien, Juni 2023[10]
- Friedl Bison und seine Kinder von Hakon Hirzenberger, Uraufführung Steudltenn/Waldviertler Hoftheater, Juli 2021[11]
- Der Hausverstand und die Eigenverantwortung: Gespräche auf der Couch von Hakon Hirzenberger (Konzept und Text), Sophie Reyer, Sarah Milena Rendel, Uli Bree, Klaus Rohrmoser[12] , Uraufführung Steudltenn, September 2020
- Die Auserwählten von Hakon Hirzenberger, Uraufführung Steudltenn/Waldviertler Hoftheater, Mai 2017
- Die stillen Nächte des Ludwig Rainer von Hakon Hirzenberger, Uraufführung Steudltenn, Juli 2015
- Nelson in Afrika von Hakon Hirzenberger, Uraufführung Steudltenn, Mai 2015
- Der letzte Ritter von Hakon Hirzenberger, Uraufführung Steudltenn, Mai 2014
- Mönche mögen's heiß von Hakon Hirzenberger,[13][14] Uraufführung im Waldviertler Hoftheater, am 16. Juli 2013.[15][16]
- Nelson in New York von Hakon Hirzenberger, Uraufführung Steudltenn, Mai 2013
- Von einem anderen Stern von Hakon Hirzenberger,[17] Uraufführung Tiroler Landestheater, Dezember 2010
- Nelson der Pinguin von Hakon Hirzenberger,[18] Uraufführung Theater des Kindes Linz, September 2010[19]
- Party Party Party, der Traum vom Glück oder hüte dich vor Manitu von Hakon Hirzenberger,[20] Uraufführung 3raum-Anatomietheater Wien, Mai 2010
- Der Grasel von Hakon Hirzenberger,[21] Uraufführung Waldviertler Hoftheater, Mai 2008
- Frosch von Hakon Hirzenberger und Paul Harather[22], u. a. Thalia Theater (Hamburg), Premiere 24. Februar 2005
- Veronika beschließt zu sterben nach Paulo Coelho von Hakon Hirzenberger,[23] u. a. Hans Otto Theater (Potsdam) 2006
- Volksfeind nach Henrik Ibsen[24], Saarländisches Staatstheater (Saarbrücken), Premiere Mai 2002
- Arabesken um Frosch Coautor Paul Harather, Verfilmung Januar 2000 – Fertigstellung Oktober 2001
- Graceland Ghetto Coautor Rupert Henning[25], u. a. Saarländisches Staatstheater (Saarbrücken), September 2000
- Menschenzoo Coautor Harald Gebhartl, u. a. Theater Phönix (Linz) & Rabenhof (Wien), März 2000
- göte.schieler@co Coautorin Michaela Ronzoni, Theater Drachengasse (Wien), Premiere 26. Oktober 1999
- Der Tausch für Hoffmann und Voges Film München 1994

## Theaterregie

### 2020–2024
- Würsteloper von Hakon Hirzenberger, Steudltenn/Wald4tler Hoftheater/Theater Akzent Wien, 2024[26][27]
- Elvis – ein Traum von Graceland von Hakon Hirzenberger und Ruppert Henning, Steudltenn/Wald4tler Hoftheater/Theater Akzent Wien, 2023[28][29]
- Biografie – ein Spiel von Max Frisch Steudltenn/Wald4tler Hoftheater/Theater Akzent Wien, 2022[30][31]
- Friedl Bison und seine Kinder von Hakon Hirzenberger, Uraufführung Steudltenn/Waldviertler Hoftheater, 2021[32]
- Wurlitzergassen 22 Zwozl-Zwozl von Felix Mitterer, Uraufführung Steudltenn, 2021[33]
- Mein Freund Kurt von Lothar Greger, Steudltenn, 2020[34]
- Mein Ungeheuer von Felix Mitterer, Steudltenn, 2020[35][36]

### 2015–2019
- Die Weinprobe von Stefan Vögel, Uraufführung Waldviertler Hoftheater, 2019[37]
- Mein Ungeheuer von Felix Mitterer, Steudltenn, 2018[38]
- BOEING BOEING von Marc Camoletti und Robert Kolar, Stadttheater Berndorf, 2018[39]
- Der Panther von Felix Mitterer, Waldviertler Hoftheater, 2018[40]
- Die Auserwählten von Hakon Hirzenberger, Steudltenn/Waldviertler Hoftheater, 2017[41]
- Oliver 2.0 von Folke Braband, Waldviertler Hoftheater/Steudltenn/Theater Akzent, 2016[42]
- Der kleine Prinz nach Antoine de Saint-Exupéry, Steudltenn, 2016
- Braunschlag von Stefan Vögel nach David Schalko, Filmhof Wein4tel, 2016[43]
- Die Wahrheit von Florian Zeller, Waldviertler Hoftheater, 2016[44]
- Der Bauer als Millionär von Ferdinand Raimund, Waldviertler Hoftheater/Steudltenn, 2015[45]
- Was heisst hier jung sein? von Hakon Hirzenberger und Hanspeter Horner, Uraufführung Steudltenn, 2015[46]
- Nelson In Afrika von Hakon Hirzenberger, Steudltenn, 2015[47]
- Die stillen Nächte des Ludwig Rainer von Hakon Hirzenberger, Steudltenn, 2015[48]

### 2010–2014
- Lyons von Nicky Silver, Österreichische Erstaufführung Theater Phönix Linz, 2014[49]
- Destroy dislike! Lol, Steudltenn, 2014[50]
- Der letzte Ritter oder liebt Europa von Hakon Hirzenberger, Steudltenn, 2014[51]
- An der Arche um acht von Ulrich Hub, Steudltenn, 2014[52]
- Crash von Rupert Henning, Waldviertler Hoftheater, 2014[53]
- Die fetten Jahre sind vorbei von Hans Weingartner, Theater Phönix Linz, 2013[54]
- Mönche Mögens heiss von Hakon Hirzenberger, Waldviertler Hoftheater/Steudltenn, 2013[55]
- Nelson in New York von Hakon Hirzenberger, Steudltenn, 2013[56]
- Der Alpenkönig und der Menschenfeind von Ferdinand Raimund, Steudltenn, 2013[57]
- Macbeth von William Shakespeare, Sommerspiele Perchtoldsdorf, 2012[58][59]
- Wie hoch ist oben von Brendan Murray, Sommerspiele Perchtoldsdorf/Steudltenn, 2012[60]
- Nelson der Pinguin von Hakon Hirzenberger, Steudltenn, 2011[61]
- Party Party Party, der Traum vom Glück oder hüte dich vor Manitu von Hakon Hirzenberger, Steudltenn, 2011[62]
- Liebesgeschichten und Heiratssachen von Johann Nestroy, Waldviertler Hoftheater/Steudltenn, 2011[63]
- Mein Freund Kurt von Lothar Greger, Steudltenn, 2011[64]
- Top Dogs von Urs Widmer, Theater Phönix Linz, 2010[65]
- Party Party Party, der Traum vom Glück oder hüte dich vor Manitu von Hakon Hirzenberger, 3raum-Anatomietheater Wien, 2010[62]
- Mein Freund Kurt von Lothar Greger, Zillertaler Mobiltheater/Waldviertler Hoftheater, 2010[64]
- Nelson der Pinguin von Hakon Hirzenberger, Theater des Kindes Linz, 2010[66]
- Von einem anderen Stern von Hakon Hirzenberger,[67] Tiroler Landestheater, 2010[68]

### 2000–2009
- Kabale und Liebe nach Friedrich Schiller, Theater Phönix Linz, 2009[69]
- Der Alpenkönig und der Menschenfeind von Ferdinand Raimund, Waldviertler Hoftheater, 2009[70]
- Amoklauf- ein Kinderspiel von Thomas Freyer, Tiroler Landestheater, 2009[71]
- Wie hoch ist oben von Brendan Murray, Theater des Kindes Linz, 2008[72]
- Der Grasel von Hakon Hirzenberger, Waldviertler Hoftheater, 2008[73]
- Einer weniger von Matthias Wittekindt, Theater Phönix Linz, 2007[74]
- Frosch von Hakon Hirzenberger und Paul Harather, Volksbühne Berlin, 2006[75]
- Veronika beschließt zu sterben nach Paulo Coelho von Hakon Hirzenberger, Hans Otto Theater Potsdam, 2006[76]
- Der Messias von Patrik Barlow, Waldviertler Hoftheater, 2006[77]
- Die Riesen vom Berge von Luigi Pirandello, Staatstheater Saarbrücken, 2005[78]
- Der Pater mit dem Colt von Joao Bethencourt, Waldviertler Hoftheater, 2004[79]
- Schlafende Hunde von Thomas Baum, Theater Phönix Linz, 2003[80]
- Das Spiel ist aus von Jean-Paul Sartre, Staatstheater Saarbrücken, 2003[81]
- Ein Volksfeind nach Henrik Ibsen von Hakon Hirzenberger, Staatstheater Saarbrücken, 2002[82]
- Shit happens von Thomas Baum, Theater Phönix Linz, 2002[83]
- Fahrenheit 451 von Ray Bradbury, Theater Phönix Linz, 2001[84]
- Graceland Ghetto von Hakon Hirzenberger und Rupert Henning, Staatstheater Saarbrücken, 2000[85]
- Menschenzoo von Hakon Hirzenberger und Harald Gebhartl, Theater Phönix Linz, 2000[86]

### 1994 – 1999
- göte.schieler@co von Michaela Ronzoni und Hakon Hirzenberger, Drachengasse Wien, Oktober 1999[87]
- Sämtliche Werke Shakespeares leicht gekürzt von Adam Long, Daniel Singer und Jess Winfield, Metropol Wien, 1999
- Fette Männer im Rock von Nicky Silver, Staatstheater Saarbrücken, 1998[88]
- Trainspotting nach Irvine Welsh von Hakon Hirzenberger, Theater Phönix Linz, 1998[89]
- 610, Bedford Drive von Michaela Ronzoni, Drachengasse Wien, 1997[90]
- Weltuntergang von Jura Soyfer und Hakon Hirzenberger, Volkstheater Wien, 1996[91]
- Gott/Tod von Woody Allen, Volkstheater Wien, 1996[92]
- Mein Freund Kurt von Lothar Greger, Volkstheater Wien, 1994[93]

## Filmografie

### Schauspieler
Hirzenberger spielte sowohl in Kino- als auch in TV-Filmen.
- Ein Münchner im Himmel (2024)
- Kafka (2023) (TV)
- Aus die Maus (2021) (TV)
- Letzter Wille (2020) (TV)
- M – Eine Stadt sucht einen Mörder (2019) (TV)
- SOKO Kitzbühel – Into the Wild (2017) (TV)
- Schnell ermittelt – Dennis Maida (2017) (TV)
- SOKO Donau – Die verlorenen Kinder (2016) (TV)
- Altes Geld (2015) (TV)
- Am Ende des Sommers (2015) (TV)
- Der Fall des Lemming (2009)
- Hotel (2004)
- Die Gottesanbeterin (2001)
- Arabesken um Frosch (2001)
- Inter-View (1999)
- Kaisermühlen Blues (1998–1999)
- Autsch!!! (1996)
- Höhenangst (1994)
- Die Leute von St. Benedikt (1993)
- Operation Radetzky (1992) (TV)
- Die Bürgschaft (1990)
- Weiningers Nacht (1989)

### Filmproduzent
Hirzenberger produzierte mehrere Filme:
- 2011: Alte Meister – für immer jung[4]
- 2010: Die Ott – Eine Langzeitbeobachtung[96]
- 2002: Der Volksfeind
- 2001: Arabesken um Frosch

### Filmregisseur
- 2011: Alte Meister – für immer jung[4]
- 2010: Die Ott – Eine Langzeitbeobachtung[97]
- 2002: Der Volksfeind
- 1997: 610, Bedford Drive

## Kinderbuchautor
- 2013: Nelson in New York. Illustriert von Gerhard Kainzner, Edition Gramala, ISBN 978-3-9503025-1-6
- 2011: Nelson der Pinguin. Illustriert von Gerhard Kainzner, Edition Gramala, ISBN 978-3-9503025-0-9